# メタボロミクス
メタボロミクス（Metabolomics）あるいはメタボローム解析（Metabolomic analysis）とは、細胞の活動によって生じる特異的な分子を網羅的に解析することである。メタボロームという語は、ある生物の持つ全ての代謝産物（メタボライト）を表す。伝令RNAの発現データやプロテオームの解析だけでは細胞で何が起こっているのか分からないが、メタボロームのプロファイルは細胞のある瞬間の生理を明らかにすることができる。システム生物学の目的の1つは、プロテオーム、トランスクリプトーム、メタボロームの情報を統合し、生体の完全な姿を描き出すことである。

## メタボローム
メタボロームとは、ある1つの組織に含まれる、代謝中間体、ホルモン、シグナル分子、二次代謝産物などを含む生体中の全ての小分子を集め、カタログ化したものである。この言葉はトランスクリプトームやプロテオームに対応するものであり、メタボロームも動的に、時間ごとに刻々と変化する。メタボロームという言葉は定義されているが、今のところ、1つの方法でメタボライト全体を解析できる方法というものはない。2007年1月、アルバータ大学とカルガリー大学の研究者らはヒトのメタボロームに関する最初のドラフトを発表した。そこでは2500の代謝産物、1200の薬品、3500の食品由来の成分が同定された。

## メタボライト
メタボライトとは、代謝による最終産物、あるいはその中間体である。通常は、小分子を指す。一次代謝産物とは、成長や繁殖に直接関わる物質を指し、二次代謝産物とはそれらの過程には直接関わらないが、抗生物質や色素など生態上重要な働きをする物質を指す。
メタボロームは代謝経路の巨大な網目を形成し、そこではある酵素反応を経て作られた代謝産物は別の反応系に入る。

## メタボロミクス
メタボロミクスは、「動的な代謝反応の量的な解析」と定義できる。このようなアプローチはインペリアル・カレッジ・ロンドンが発祥で、毒性学や病気診断など多くの分野で使われている。
「メタボロミクス」と「メタボノミクス」という言葉の使い分けに関してはしっかり合意が取れていないが、「メタボロミクス」の方が一般的に広く使われている。この違いは技術的基盤によるものではないが、メタボノミクスは核磁気共鳴分光法を、メタボロミクスは質量分析法を用いて研究するグループが使用することが多い。現在はまだ完全ではないが、メタボロームのプロファイルについて総合的に述べる時には「メタボロミクス」、生物学的な作用によるメタボロームの変化に焦点を当てて言う時には「メタボノミクス」という言葉が使われる合意ができつつある。しかし実際的にはこの2つの言葉には意味の重なる部分が多く、シノニムとして使われている。

## 歴史
代謝産物を扱う生化学者たちは、ここ何十年の間、間違いなく「メタボロミクス」の研究を行ってきた。1960年代後半になると、クロマトグラフィーで代謝産物を分離し検出できるようになり、この分野の研究の先駆けとなった。
「生物多様性は、栄養要求性に基づいて論じられるのがよい」というライナス・ポーリングの考えに従ったアーサー・ロビンソンの研究によって、1970年にメタボロミクスは大きく進展した。ビタミンB6を投与された生物の尿の乱雑なクロマトグラフィーパターンの解析により、ロビンソンは尿中の数百、数千の化合物のピークは多くの有用な情報を含んでいることに気づいた。
現在の基準ではメタボロミクスとは呼べないが、このトピックについて初めて扱ったロビンソンとポーリングの論文のタイトルは「Quantitative Analysis of Urine Vapor and Breath by Gas-Liquid Partition Chromatography（ガスクロマトグラフィーを用いた、尿蒸気と呼気の量的解析）」というもので、1971年にProceedings of the National Academy of Sciences誌に発表された。それ以降、ロビンソンは生体の代謝産物の量的解析の論文を19報発表している。ロビンソンらは、いくつかの病気、体の状態、年齢などに基づいてデータを集めた。
ロビンソンが得たアイデアの中心は、代謝産物の量的、質的なパターンは複雑な生物システムの状態を反映しているということだった。それから20年後、他の科学者たちもこの方法の利点に気づき、興味を持つようになっていった。メタボロミクスという言葉自体は1990年代に現れた。メタボロームという言葉が初めて登場した論文は、1998年のオリバーらによる「Systematic functional analysis of the yeast genome（酵母ゲノムのシステム解析）」という論文だった。そして2004年にはメタボロミクスの研究を推進する学会が設立された。メタボロミクスに使われる分析手法の多くは、既存の生化学の研究手法を流用したものである。メタボロミクスの研究に共通する特徴は次のようなものである。
1. 代謝産物はバイアスなしに網羅的にカタログ化される。
2. 代謝産物同士の関係が特徴づけられる。

2007年1月23日、ヒトメタボロームプロジェクトを主催するアルバート大学のデビッド・ウィシャートは、2500の代謝産物、1200の薬品、3500の食物由来の物質からなるヒトのメタボロームの最初のドラフトを発表した。

## 分析手法
代謝産物の分析の研究には、大きく分けて2つの技術が用いられる。1つ目は分離技術で、これにはクロマトグラフィーの他、電気泳動、キャピラリー電気泳動などが使われる。2つ目は検出技術である。

### 分離技術
- ガスクロマトグラフィー (GC) は質量分析と組み合わされ (GC-MS)、最も広く使われる強力な手法となっている。分解能は非常に高いが、揮発性の化合物以外は全て誘導体化しなければならない（最近の装置では、メインのカラムに通す前に短い極性カラムを通過させ、より分解能の優れた二次元クロマトグラフィーを行うこともできる）。サイズが大きい極性の代謝産物はGCでは検出できない。
- 高速液体クロマトグラフィー (HPLC) はGCと比べ、分解能は低いもののより広い範囲の化合物を検出できる。
- キャピラリー電気泳動 (CE) はこれまではそれほど使われてこなかったが、多くの利点があるため、これからメジャーになってくると思われる。CEは理論上HPLCよりも分離能がよく、GCよりも広範囲の化合物を検出できる。全ての電気泳動の中で、荷電分子の分析には最も適している。

### 検出技術
- 質量分析法 (MS) は代謝産物の定量及び定性的な分析ができる。GC-MSは最も一般的な組み合わせであり、最も早くから発達してきた。さらに、質量分析のフィンガープリントライブラリーが整備されつつある。MSは感度が高く、しかも非常に特異性がある。サンプルを分離せずに直接MSに流し、MS内で分離も検出も行う研究も進められている。
- 核磁気共鳴分光法 (NMR) は、サンプルを分離せずに検出し、サンプルを無傷で回収できる現在唯一の装置である。全ての小分子は一度に分析できる。しかし実際には質量分析法よりは感度が低い。さらに複雑な混合物のNMRスペクトルは解析が非常に難しい。
- MSやNMRの他にも、HPLCと組み合わせた電気化学的な検出法や薄層クロマトグラフィーと組み合わせた放射線標識を用いた検出法がある。

## 受託分析会社
受託分析会社として、日本にはヒューマン・メタボローム・テクノロジーズ、米国にはメタボロン、EUにはBASFグループのメタノミクスヘルスがある。ヒューマン・メタボローム・テクノロジーズでは、CE-MSおよびLC-MSを用いている。メタボロンでは、LC-MSおよびGC-MSを用いている。CE-MSでは、解糖系、ペントースリン酸経路、TCA回路、核酸代謝の代謝中間体を検出できる。LC-MSでは、脂質代謝産物を検出できる。

## 植物メタボロミクス
植物には、20万種類以上の代謝物が存在すると考えられている。1次代謝に着目したメタボロミクスでは、農産物の生産性向上や二酸化炭素の吸収増大等への応用が考えられ、2次代謝に着目したメタボロミクスでは、抗ガン作用等の有用代謝物の含量を増大を目指したものが多い。主な研究者として、日本では、斉藤和季、ドイツでは、マックスプランクのMark Stittが有名である。

## 主な応用
毒性学
特に尿や血液のメタボローム解析により、毒物を摂取した時の生理的な変化を知ることができる。代謝産物の変化は多くの場合は、肝臓や腎臓の損傷などの症状と関係する。薬品会社が新薬候補の毒性を検査する時などに重要な技術となる。
機能ゲノミクス
メタボロミクスは、遺伝子の消失や挿入など多様性からくる表現型を決定するのに都合の良い道具となる。これ自体が満足の行くゴールになることもある。例えば、人や動物の食用に適した遺伝子組み換え植物の表現型の変化を検出する場合などである。さらに興味深いのは、メタボロームの比較をすることで機能未知の遺伝子の働きが推定できることである。このような研究は出芽酵母やシロイヌナズナなどのモデル生物を用いて行われる。
栄養ゲノミクス
栄養ゲノミクスとは、ゲノミクス、トランスクリプトミクス、プロテオミクス、メタボロミクスと摂取する栄養との関係を表す言葉である。一般的に、メタボロームは年齢、性別、体組成、遺伝子などの内的要因によって変わる。腸内細菌のフローラもメタボロームの個体差に大きく関わり、内的要因にも外的要因にも分類される。外的要因としては、食物や薬剤がある。メタボロミクスは生物学的な終点、つまりメタボロームのフィンガープリントを決定するが、これは個体の代謝の様々なバランスの上に成り立っている。